# Phloem
Phloem (af oldgræsk φλόος phlóos = "bark"), på dansk: sivæv, en vævstype, som findes i alle karplanter. Phloemet befinder sig lige uden for vækstlaget, sådan at de inderste phloemceller er de senest dannede. Phloem er vaskulært væv, som står for transporten af opløste stoffer fra blade til rødder og andre plantedele med vækst og ånding. Phloemet er opbygget af levende celler, der kan opdeles i tre grupper: siceller, der tilsammen danner sikar, ledsageceller, der danner forstærkning og beskyttelse af sikarrene og fiberceller, der tilsammen danner de fibre, som giver planten brudstyrke.